# Врапче (Загреб)
Врапче је загребачко градско насеље у западном делу града. Део је градске четврти Подсусед — Врапче. Овим крајем протиче поток Врапчак. Овај кварт некада је био познат загребачким излетницима који су путевима који су пролазили кроз Врапче пешачили до Медведнице. Врапче је препознатљив по Психијатријској болници. То је најстарија и највећа психијатријска установа у Загребу, а пројектовао ју је 1877. године Куно Вејидман. Занимљиво је да је једини наменски изграђен за потребе психијатријског лечења. Средња медицинска школа налази се у оквиру болнице. Према попису становништва из 2011. године, насеље има 7.700 становника.

## Историја
Археолошка истраживања доказују да су на подручју Врапча живели палеолитски ловци. Пећина Ветерница на Медведници служила је као склониште, а у њој су пронађени бројни остаци костију и лобања пећинског медведа. У Врапчу, уз данашњу Болничку цесту, пронађено је неколико некропола из периода културе поља урни из 12. и 13. века пре нове ере. Ископана је и керамичка посуда из периода од 1230. до 1100. године пре нове ере. Пронађени су и бројни предмети из предримског периода, као што је Силванов олтар пронађен 1894. године од камена из каменолома у Врапчу.
До 1933. године Врапче је било село које се простирало од подножја Медведнице преко потока Врабечак, данас Врапчак, па све до Саве. Становници села у равници према Сави, као што су Рудеш, Јарун, Пречко и Шпанско, звали су се Пољанци. Дуж главног пута биле су куће у низу, а црква и школа које су означавале центар села биле су прилично удаљене од главног пута. Данашње језгро Врапча много је ближе Илици и Алеји Болоњи.

## Име
Врапче је назив за средњовековно сељачко насеље загребачке цркве. Ранији назив је Рабуш. Касније је добила самосталну општинску управу. Претпоставља се да је појава првобитног имена Рабуч настала или од старог хрватског имена Раба (најстарији познати становник на подручју Врапча) или од становника који су били робови Каптола (Ропче). Према другој теорији, насеље Врапче добило је име по врапцима - птицама које су некада на том месту живеле у великом броју (аналогија назива сличних крајевима где има, на пример, доста кестена - кестеновац или храста - храшће).

## Становништво
Године 1865. Горње Врапче је имало 99 кућа и 798 становника, а Доње Врапче 51 кућу и 489 становника. Врапче је припојено Загребу 1950. године, а нагли пораст становништва забележен је седамдесетих и осамдесетих година прошлог века захваљујући изградњи новог насеља Гајнице и стамбеног блока Стењевец-Север. Ради поређења, Врапче, које је 1880. године имало 245, а 1931. године 1.994 становника, у време пописа 1971. године имало је чак 13.180 становника.